# Hermann Vollrath
Hermann Vollrath (* 15. März 1840 in Heusweiler; † 21. Juli 1912 in Düsseldorf) war ein deutscher Maschinenbauingenieur und Unternehmer.

## Ausbildung

Hermann Vollrath

Hermann Vollrath war ein Sohn des Steuereinnehmers Ludwig Vollrath und besuchte bis 1857 die Provinzialgewerbeschule Trier. Im Anschluss studierte er bis 1860 Maschinenbau an der Polytechnischen Schule Karlsruhe. Dort wurde er Mitglied der Burschenschaft Teutonia. Bis zum Jahre 1866 war Vollrath als Ingenieur bei verschiedenen Eisenwerken tätig und wurde in Schwerte Direktor des Eisenwerks Kissing & Schmöle.

## Düsseldorfer Eisenhütten-Gesellschaft
1868 siedelte er nach Düsseldorf über und gründete mit zwei Freunden ein Puddel- und Walzwerk unter der Firma Flender, Schlüter & Vollrath. 1889 wurde dieses Unternehmen in eine Aktiengesellschaft unter der Firma Düsseldorfer Eisenhütten-Gesellschaft umgewandelt. Im selben Jahr wurde die Nieten-, Schrauben- und Mutternfabrik H. A. Flender erworben, Vollrath trat an die Spitze des Gesamtbetriebs und leitete es bis zu seinem Tod.

## Ehrenamtliche Tätigkeiten
Anfang der 1870er Jahre gründete Vollrath das Heilbad Salzschlirf. Er war 27 Jahre lang Besitzer, bis das Bad 1900 von der neu gebildeten AG Bad Salzschlirf übernommen wurde. Vollrath wurde als stellvertretender Vorsitzender in den Aufsichtsrat gewählt. Er war ebenfalls Aufsichtsratsmitglied weiterer Unternehmen.
Vollrath engagierte sich im Rheinischen Dampfkessel-Überwachungs-Verein. Seit der Gründung des Vereins 1877 war er Mitglied und seit 1881 Vorstandsmitglied, er war stark an der Entwicklung des Vereins beteiligt, und sorgte für dessen Anerkennung bei Behörden und Unternehmen.